# 오예림
오예림(1998년 ~)은 대한민국의 가수다. 2020년 디지털 싱글 [Come In My Mind]로 데뷔했다.

## 학력
- 호원대학교 실용음악학부

## 방송
- 김태원석함 (2020) - Top4

## 음반
- Draw (2021)
- Come In My Mind (2021)